# Джаркимбаев, Абдыш
Абдыш Джаркимбаевич Джаркимбаев (кирг. Абдыш Жаркымбаев; 28 августа 1913, а. Кереге-Таш, Пржевальский уезд, Семиреченская область, Туркестанский край, Российская империя — сентябрь 1986, Фрунзе, Киргизская ССР, СССР) — советский киргизский хозяйственный, государственный и партийный деятель.

## Биография
Родился в 1913 году в ауле Кереге-Таш (ныне — в Ак-Суйском районе Иссык-кульской области). Член ВКП(б).
С 1930 года — на хозяйственной, общественной и политической работе. В 1930—1975 гг. — на должностях в торгово-финансовой сфере в Бишкеке, инструктор Каракольского горисполкома, начальник финансового отдела, заместитель начальника отдела кадров, секретарь по животноводству, 2-й секретарь Ошского областного комитета ВКП(б), первый секретарь Иссык-Кульского обкома ВКП(б), Таласского обкома ВКП(б), председатель Фрунзенского горисполкома, директор Фрунзенской обувной фабрики, директор виноградарского совхоза имени Крупской Московского района.
Избирался депутатом Верховного Совета СССР 2-го созыва.
Умер в 1986 году в Бишкеке.